# 马尔加莱夫
马尔加莱夫，是西班牙加泰罗尼亚塔拉戈纳省的一个市镇。总面积35平方公里，总人口133人（2001年），人口密度4人/平方公里。